# Uwe Wolff (Journalist)
Uwe Wolff (* 18. Januar 1962 in St. Georgen im Schwarzwald) ist ein deutscher Kommunikationsberater für Litigation-PR.

## Werdegang und Karriere
Uwe Wolff ist Sohn eines Journalisten. Nach einem abgebrochenen Jurastudium an der Albert-Ludwigs-Universität Freiburg begann er 1984 seine journalistische Karriere als zunächst freier Journalist bei der Badischen Zeitung (Ausgabe Villingen), wechselte von dort zum Südkurier, wo er volontierte und danach als Redakteur arbeitete.
Weitere Stationen waren die Abendpost/Nachtausgabe, die Abendzeitung und der Express.
Im Jahr 1991 zog Uwe Wolff nach New York City, wo er aus dem Büro von Burda in New York heraus das Korrespondentenbüro für das damals von Helmut Markwort gegründete Nachrichtenmagazin Focus mit aufbaute. Uwe Wolff arbeitete über zehn Jahre als Korrespondent in New York. Er berichtete aus Nordamerika, Mittelamerika, der Karibik, sowie aus Südamerika und Teilen von Ostafrika. Er arbeitete dabei auch als Krisen- und Kriegsreporter und kam mit Fotografen wie James Nachtwey und Alex Webb zusammen.
Uwe Wolff werden einige exklusive Interviews zugeschrieben, wie die Gespräche mit der Familie des kolumbianischen Drogenbarons Pablo Escobar, dem flüchtigen deutschen Baubetrüger Jürgen Schneider oder dem sterbenden LSD-Guru Timothy Leary.

## Litigation-PR
In den USA kam Uwe Wolff durch Gespräche Alan M. Dershowitz über den Einfluss der Öffentlichkeit auf die Rechtsprechung zum Litigation-PR. Im Jahr 2002 kehrte er nach zehn Jahren nach Berlin zurück. Dort gründete er die PR-Agentur „NAIMA Media Services & Publishing Consulting“, die 2009 zur „NAÏMA Strategic Legal Services“ umfirmierte.
Er arbeitet vor allem als Kommunikationsberater für Rechtsanwälte, Unternehmer, Verbände und Organisationen, vor allem im Bereich Litigation-PR bei Strafverfahren, patent- und arbeitsrechtlichen Prozessen, Unternehmensübernahmen, Produkthaftungsklagen und Insolvenzen sowie bank- und kapitalmarktrechtlichen Auseinandersetzungen und unterhält Büros in Berlin und Brüssel. Uwe Wolff bezeichnet sich selbst als „Begründer der modernen strategischen Rechtskommunikation in Kontinentaleuropa“ und gilt als Pionier in diesem Gebiet. Er hält Vorträge und Seminare für Anwälte, Manager und Gewerkschafter und veröffentlicht Aufsätze zum Thema Litigation-PR. Zusammen mit Volker Boehme-Neßler veranstaltete er 2010 einen Tag der Berliner Rechtskommunikation.

## Kritik
Die gezielte Beeinflussung der Öffentlichkeit durch die Partei eines Gerichtsprozesses als Geschäftsmodell stieß auch auf Kritik. BGH-Präsident Klaus Tolksdorf nannte Wolffs Buch „Im Namen der Öffentlichkeit“ einen „Sturmangriff auf die Rechtsfindung“. Volker Boehme-Neßler warnte davor, dass Litigation-PR ein faires Verfahren verhindere, das den Ansprüchen des Rechtsstaates genügt. Gisela Friedrichsen schrieb: „In Deutschland gibt es keine Jury. […] In Deutschland funktioniert die Strafjustiz anders. Und deshalb ist hier zu Lande bis jetzt auch Litigation-PR nicht erfolgreich. […] Das könnte sich auf Lange Sicht allerdings ändern.“

## Werke
- Stephan Holzinger, Uwe Wolff: Im Namen der Öffentlichkeit. Litigation-PR als strategisches Instrument bei juristischen Auseinandersetzungen. Gabler, Wiesbaden 2009, ISBN 978-3-8349-0839-1.
- Uwe Wolff: Medienarbeit für Rechtsanwälte. Ein Handbuch für effektive Kanzlei-PR. Gabler, Wiesbaden 2010, ISBN 978-3-8349-1460-6.
- Uwe Wolff: Desinformationsangriffe auf Unternehmen abwehren. Das dunkle Geschäft mit Fake News & Co und wie man sie bekämpft. Springer Gabler. Wiesbaden 2024, ISBN 978-3-658-43754-1.
- Uwe Wolff: KI-gestützte Desinformationsangriffe auf ESG-Richtlinien von Unternehmen via NGOs und Aktivisten in KI in Medien, Kommunikation und Marketing (Hrsg.: Christian Vaih-Baur, Bei Mathauer, Eva-Irina von Gamm, Dominik Pietzcker). Springer VS, Wiesbaden 2025, ISBN 978-3-658-46343-4